# Amy Brenneman
Amy Frederica Brenneman (New London, Connecticut, 22. lipnja 1964.) je američka glumica nominirana za Zlatni Globus i Emmy, možda najpoznatija po ulogama u televizijskim serijama NYPD Blue, Sutkinja Amy i Privatna praksa.

## Životopis

### Rani život
Brenneman je kćerka Frederice S,. sutkinje iz Connectituta, i Russella L. Brennemana, odvjetnika. Brenneman je započela karijeru u Glastonbury-ju, gdje je glumila u kazalištu kao tinejdžerica, u školskoj lokalnoj dramskoj grupi. Dimplomirala je na sveučilištu u Harvardu 1987. godine. Dok je bila na Harvardu, pomogla je u osnovanju kompanije Cornerstone Theatre Company, s kojom je putovala nekoliko godina nakon diplomiranja.

### Karijera
U svojoj prvoj važnijoj televizijskoj ulozi, Brenneman je glumila Janice Licalsi, policajku povezanu s mafijom, u policijskoj dramskoj seriji NYPD Blue. Njen lik, koji je imao romantičnu vezu s likom kojeg je glumio David Caruso, pojavljivao se u prvoj sezoni serije  (1993–1994) i u nekoliko prvih epizoda u drugoj sezoni. 1994. godine nominirana je za Emmy-ja za najbolju sporednu ulogu u dramskoj seriji, a 1995. za najbolju istaknutu gostujuću glumicu.
Nakon napuštanja serije NYPD Blue, Brenneman se pojavila u nekoliko filmova, uključujući  Casper (1995), Heat (1995), Fear (1996), Daylight (1996) i Nevada (1997). Pojavila se u seriji Frasier, u sezoni 1998-1999. godine.
1999. godine, Brenneman je postala tvorac i glavni producent televizijske serije Sutkinja Amy, u kojoj je igrala glavnu ulogu. Brenneman je utjelovila rastavljenu samohranu majku koja radi kao sutkinja u Hatfordu, u Connectitutu. Ideja serije bazirana je na ranim životnim iskustvima njene majke, Frederice Brenneman, sutkinje u Connectitutu. Na CBS-u s eprikazalo 6 sezona i 138 epizoda serije Sutkinja Amy od 19. rujna 1999. godine do 3. svibnja 2005. godine.
U ožujku 2007. godine, Brenneman se pojavila u seriji Uvod u anatomiju i počela sa snimanjem serije Privatna praksa.
2007. godine, Brenneman je glumila "Sylviu Avilu" u The Jane Austen Book Club
2008. godine, Brenneman je dobila glavnu žensku ulogu u 88 Minutes, pored Ala Pacina. In 2008, Brenneman was cast to co-star in 88 Minutes alongside Al Pacino.

### Osobni život
1995. godine, Brenneman se udala za filmskog redatelja Brada Silberlinga u vrtu njenih roditelja. Imaju dvoje djece: Charlotte Tucker (20. ožujka 2001.) i Bodhija Russella (5. lipnja 2005.).

## Filmografija

### Filmovi
| Godina | Film                      | Uloga         | Napomene |
| ------ | ------------------------- | ------------- | -------- |
| 1995.  | Heat                      | Eady          |          |
| 2007.  | The Jane Austen Book Club | Sylvia Avila  |          |
| 2007.  | 88 Minutes                | Shelly Barnes |          |
| 2008.  | Downloading Nancy         | Carol         |          |
| 2010.  | Mother and Child          | Dr. Stone     |          |

### Televizija
| Godina        | Naslov           | Uloga                    | Napomena |
| ------------- | ---------------- | ------------------------ | --- |
| 1993. – 1994. | NYPD Blue        | Policajka Janice Licalsi | Nominirana – Emmy nagrada za najbolju pomoćnu glumicu u dramskoj seriji Nominirana – Emmy nagrada za najbolju gostujuću glumicu u dramskoj seriji |
| 1998. – 1999. | Frasier          | Faye Moskowitz           | Epizode: "Merry Christmas, Mrs. Moskowitz", "When a Man Loves Two Women", "Shutout in Seattle: Part 1", "Shutout in Seattle: Part 2" |
| 1999. – 2005. | Sutkinja Amy     | Amy Madison Gray         | Nominirana – Emmy nagrada za najbolju glavnu glumicu u dramskoj seriji (3 puta) Nominirana - Screen Actors Guild Award za najbolju glavnu glumicu u dramskoj seriji Nominirana – Zlatni globus za najbolju glumicu u televizijskoj dramskoj seriji (3 puta) |
| 2007.         | Uvod u anatomiju | Dr. Violet Turner        | Epizode: The Other Side of This Life: Part 1/Part 2 (Privatna Praksa backdoor pilot) |
| 2007.-sada    | Privatna Praksa  | Dr. Violet Turner        | |

## Nagrade
Nominirana je za nagrade:
Nagrade Emmy
- - 2002 – Najbolja glavna glumica u dramskoj seriji - Sutkinja Amy
  - 2001 - Najbolja glavna glumica u dramskoj seriji - Sutkinja Amy
  - 2000 - Najbolja glavna glumica u dramskoj seriji - Sutkinja Amy
  - 1995 – Najbolje gostujuća glumica u dramskoj seriji - NYPD Blue
  - 1994 – Najbolja pomoćna glumica u dramskoj seriji - NYPD Blue

Zlatni globus
- - 2002 - Najbolji nastup glumice u televizijskoj seriji - Drama - Sutkinja Amy
  - 2001 - Najbolji nastup glumice u televizijskoj seriji - Drama - Sutkinja Amy
  - 2000 - Najbolji nastup glumice u televizijskoj seriji - Drama - Sutkinja Amy

Screen Actors Guild Awards
- - 2003 - Najbolji nastup glumice u televizijskoj seriji - Sutkinja Amy
  - 1995 - Najbolji nastup ansabla u televizijskoj seriji - NYPD Blue

## Vanjske poveznice
- Amy Brenneman u internetskoj bazi filmova IMDb-u (engl.)
- Amy Brenneman[neaktivna poveznica] na Allmovieu
- Članak o Frederici/Amy Brenneman na stranici Univerziteta Harvard